# Raitersaich
Raitersaich (fränkisch: Raideas-aach) ist ein Gemeindeteil des Marktes Roßtal im Landkreis Fürth (Mittelfranken, Bayern). Raitersaich liegt in der Gemarkung Buchschwabach.

## Geographie
Beim Dorf entspringt der Weihersmühlbach, ein rechter Zufluss der Bibert. Der Ort ist von Acker- und Grünland mit vereinzeltem Baumbestand umgeben. Im Norden befindet sich ein Umspannwerk. Im Nordwesten liegt Flur Hollerkoppen, im Südosten Luxerleite. 0,25 km östlich des Ortes liegt das Waldgebiet Im Zuckermandel, 1 km nordwestlich das Waldgebiet Ebene.
Die Kreisstraße FÜ 22/AN 25 führt nach Clarsbach (1,5 km nordöstlich) bzw. zu einer Anschlussstelle der Bundesstraße 14 bei Müncherlbach (1,8 km südlich). Gemeindeverbindungsstraßen führen nach Gottmannsdorf (1,5 km südwestlich) und Buchschwabach zur B 14 (3,1 km östlich).

## Geschichte
Der Ort wurde 1339 als „Rittersaych“ erstmals urkundlich erwähnt. Das Grundwort des Ortsnamens ist das mittelhochdeutsche Wort „eich“ (= Eichenwald), das Bestimmungswort wahrscheinlich der Familienname Ritter. Sollte dies zutreffen, wurde der Ort frühestens im 12. Jahrhundert gegründet, da im deutschsprachigen Raum erst ab dieser Zeit Familiennamen in Gebrauch waren.
Das Kloster Heilsbronn erwarb dort vier Höfe, einen im Jahr 1367 durch Kauf von einer Nürnberger Familie. Im Dreißigjährigen Krieg verödeten drei dieser Höfe.
Gegen Ende des 18. Jahrhunderts gab es in Raitersaich 12 Anwesen. Das Hochgericht übte das brandenburg-ansbachische Richteramt Roßtal aus. Über die bayreuthischen Untertanen übte das brandenburg-bayreuthische Stadtvogteiamt Markt Erlbach im begrenzten Umfang die Herrschaft aus. Die Dorf- und Gemeindeherrschaft hatte das Kastenamt Dietenhofen-Bonnhof. Grundherren waren die Pfarrei Roßtal (1 Gut), das Kastenamt Bonnhof (2 Höfe, 1 Halbhof, 2 Gütlein, 1 Hirtenhaus), das Landesalmosenamt der Reichsstadt Nürnberg (1 Hof, 1 Halbhof, 1 Gut, 1 Häuslein) und der Nürnberger Eigenherr von Haller (1 Hof). 1802 gab es im Ort zehn Anwesen, von denen einer ansbachisch und neun fremdherrisch waren.
Von 1797 bis 1808 unterstand der Ort dem Justiz- und Kammeramt Cadolzburg. Im Rahmen des Gemeindeedikts wurde Raitersaich dem 1808 gebildeten Steuerdistrikt Buchschwabach und der im selben Jahr gegründeten Ruralgemeinde Buchschwabach zugeordnet. Ein Anwesen unterstand in der freiwilligen Gerichtsbarkeit bis 1812 dem Patrimonialgericht Freiherr von Haller.
Das bayerische Urkataster zeigt die Reitersaich in den 1810er Jahren mit vierzehn Herdstellen. Die Königlich Bayerische Staatseisenbahnen erreichten den Ort im Jahr 1875 mit der Bahnstrecke Nürnberg–Crailsheim, die durch die Ortsmitte führt.
Während des Zweiten Weltkrieges befand sich zwischen Raitersaich, Clarsbach und Buchschwabach ein Flugplatz, der nach Kriegsende als Flüchtlingslager weiter genutzt wurde.
Im Jahr 1972 wurde die Bahnstrecke elektrifiziert.
Im Rahmen der Gebietsreform in Bayern wurde Raitersaich am 1. Mai 1978 nach Roßtal eingemeindet.

## Einwohnerentwicklung
| Jahr      | 001818 | 001840 | 001861 | 001871 | 001885 | 001900 | 001925 | 001950 | 001961 | 001970 | 001987 | 001997 | 002007 | 002018 | 002023 |
| Einwohner | 65     | 93     | 90     | 89     | 102    | 107    | 146    | 609    | 342    | 335    | 373    | *411   | *435   | *406   | *423   |
| Häuser    | 16     | 16     |        |        | 22     | 21     | 27     | 29     | 60     |        | 92     |        |        |        |        |
| Quelle    | [ 15 ] | [ 16 ] | [ 17 ] | [ 18 ] | [ 19 ] | [ 20 ] | [ 21 ] | [ 22 ] | [ 23 ] | [ 24 ] | [ 25 ] | [ 1 ]  | [ 1 ]  | [ 1 ]  | [ 1 ]  |

## Religion
Der Ort ist seit der Reformation evangelisch-lutherisch geprägt und bis heute nach St. Laurentius (Roßtal) gepfarrt. Die Einwohner römisch-katholischer Konfession sind nach Christkönig (Roßtal) gepfarrt.

## Veranstaltungen
Wichtigste Veranstaltung im Jahreskreis ist die Raitersaicher Kärwa. Traditionell findet sie nach den Kärwa in Buchschwabach und Roßtal in der zweiten Augusthälfte statt. Die Raitersaicher Kärwa ist die einzige, auf der neben dem normalen Kärwabaum ein Kinder-Kärwabaum aufgestellt wird. Der große Umzug mit den Kärwaburschen und Kärwamadla findet immer am Samstag der Kärwa statt.

## Sport
- Raitersaich hat einen Schützenverein.
- Der SV Raitersaich ist einer der leistungsstärksten Fußballvereine der Region. Östlich von Raitersaich an der Gemeindeverbindungsstraße in Richtung Buchschwabach liegt das große Sportgelände mit moderner Gastronomie und mehreren Spielfeldern. Von der G-Jugend (die jüngsten Kinder) bis zu den „Alten Herren“ sind alle Alters- und Leistungsklassen im Spielbetrieb vertreten.

## Verkehr
Raitersaich ist durch einen Haltepunkt an die Bahnstrecke Nürnberg–Crailsheim angeschlossen. Der Haltepunkt Raitersaich liegt im Westen des Ortsteils Raitersaich und ist durch die beiden Kärwabäume in direkter Nähe gut zu finden. Er wird seit 2010 von der Linie S 4 der S-Bahn Nürnberg zwischen Nürnberg Hbf und Ansbach im 20/40-Minuten-Takt bedient, die seit 2017 im Zweistundentakt weiter bis Dombühl verkehrt.

## Umspannwerk Raitersaich

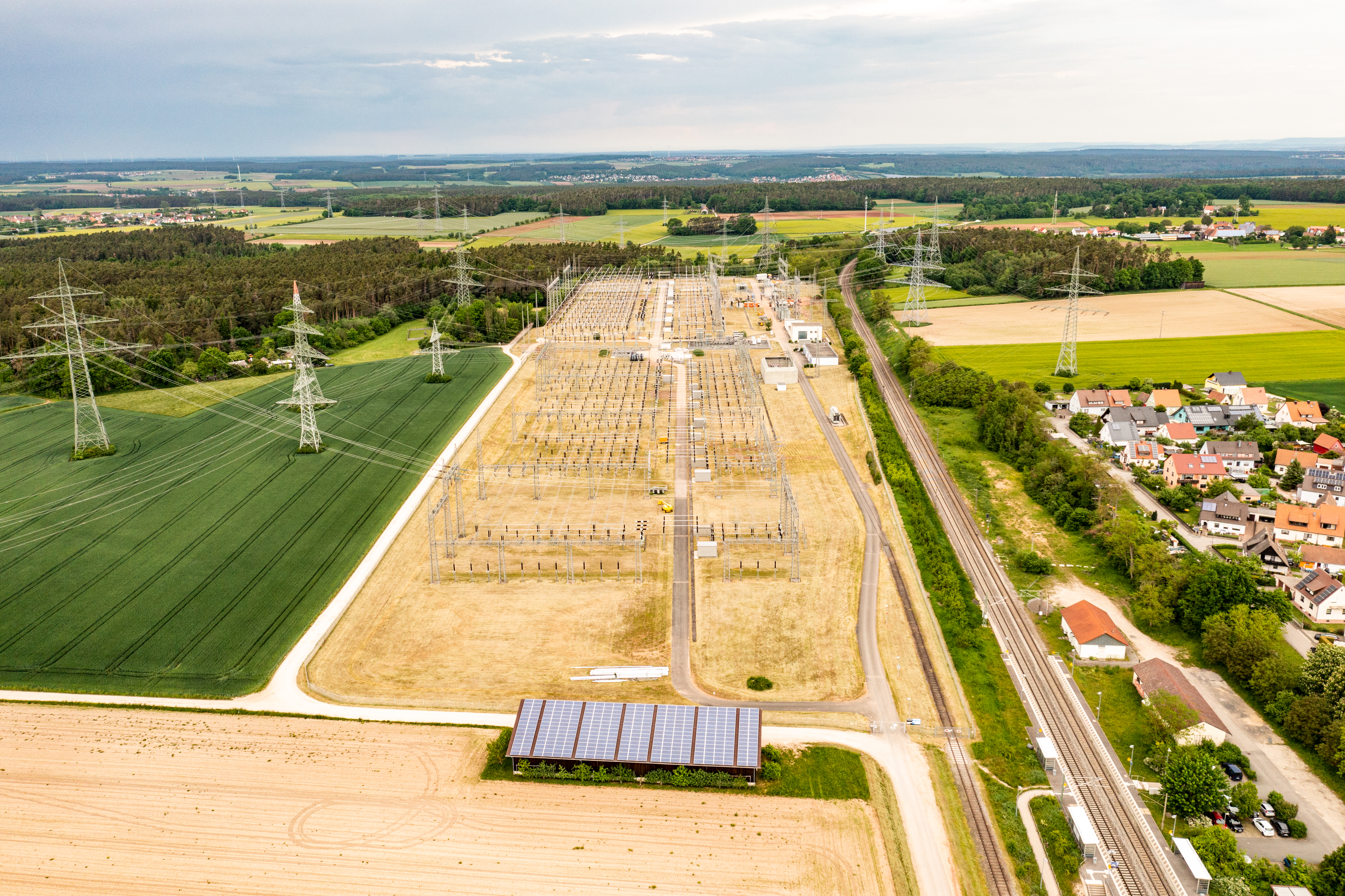
Umspannwerk bei Raitersaich, Juni 2021

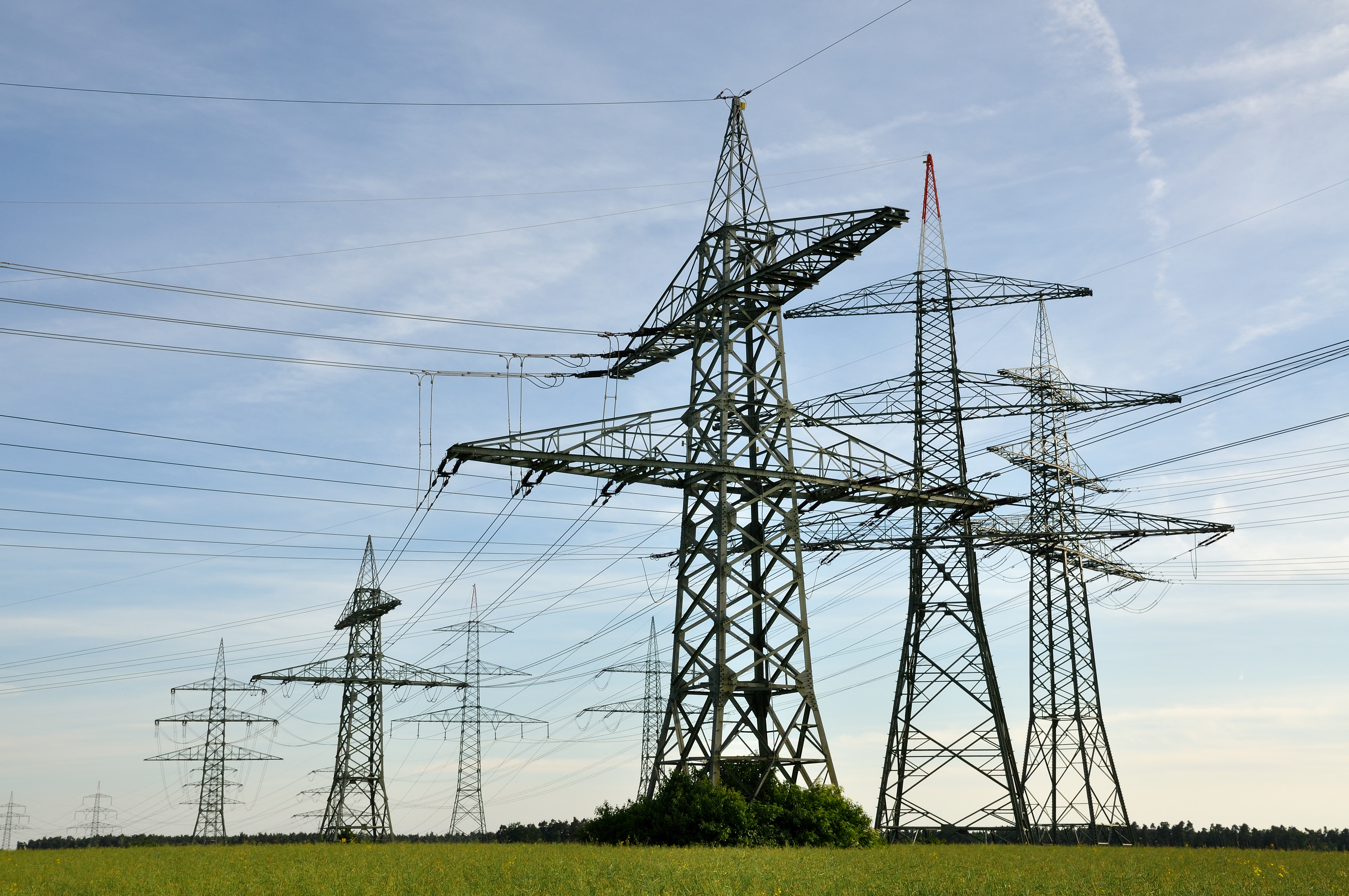
Strommasten am Umspannwerk

Auf einer ca. 600 m auf 100 m großen Fläche an der Bahnstrecke wurde das Umspannwerk Raitersaich errichtet, das von Tennet TSO betrieben wird.
Darin werden mehrere Stromtrassen verschaltet: die grob aus Norden kommenden 380-kV-Höchstspannungsleitungen vom Umspannwerk Bergrheinfeld nahe dem ehemaligen Kernkraftwerk Grafenrheinfeld und vom Umspannwerk Würgau (Reichssammelschiene) über Erlangen-Kriegenbrunn (ehemaliges Kraftwerk Franken II), sowie nach Süden zum Kraftwerk Ingolstadt und zum Kraftwerk Irsching. Außerdem verläuft hier die in Ost-West-Richtung südlich an Nürnberg vorbei verlaufende 220-kV-Leitung Ludersheim–Aschaffenburg–Borken, deren Ersatzneubau zwischen Raitersaich und Ludersheim als Juraleitung bezeichnet wird.
In 110 kV sind über das benachbarte Umspannwerk Müncherlbach mehrere Photovoltaik-Freiflächenanlagen an der Bahnlinie nach Heilsbronn sowie die drei Windkraftanlagen bei Buchschwabach angebunden, zudem das Nürnberger Kraftwerk Franken I.
Das Umspannwerk wird 2021 um ca. 500 Meter nach Westen verschoben.